# Richenza de Northeim
Richenza de Northeim (n.c. 1087/1089 – d. 10 iunie 1141) a fost membră a familiei conților de Northeim, devenită prin căsătorie împărăteasă a Sfântului Imperiu Roman.
Richenza era fiica Henric cel Gras de Northeim, margraf de Frizia și a soției sale, Gertruda de Braunschweig din familia Brunonen.
În jurul anului 1100 Richenza s-a căsătorit cu Lothar de Süpplingenburg, duce de Saxonia și viitor împărat romano-german sub numele Lothar al III-lea. 
Fiica lor, Gertruda de Süpplingenburg, s-a căsătorit ulterior cu ducele Henric cel Mândru de Bavaria. Această căsătorie a avut ca urmare trecerea posesiunilor familiilor Northeim și Brunon în mâinile Casei de Welf.